# Ropnie mnogie pach
Uzasadnienie:  Oba artykuły odnoszą się do tej samej choroby
Ropnie mnogie pach (choroba Velpeaua, choroba Verneuila, łac. hidradenitis suppurativa, trądzik odwrócony, łac. acne inversa
) – choroba ropna skóry wywoływana przez gronkowce, objawiająca się jako głębokie guzy zapalne ze skłonnością do rozmiękania, zlokalizowane najczęściej w skórze dołów pachowych. W chorobie tej zakażeniu ulegają apokrynowe gruczoły potowe, dlatego nie dotyczy dzieci przed okresem dojrzewania. Po raz pierwszy związek objawów choroby z rozmieszczeniem gruczołów apokrynowych opisał w 1854 Verneuil.

## Etiopatogeneza
Schorzenie wywołane jest zakażeniem apokrynowych gruczołów potowych przez bakterie, najczęściej gronkowce, często razem z bakteriami Gram-ujemnymi (Proteus, Escherichia). Zakażeniu prawdopodobnie sprzyjają zaburzenia hormonalne, zwłaszcza hiperandrogenizm. Opisywano związek z zatkaniem wspólnych ujść mieszków włosowych i gruczołów apokrynowych, które powodowało zapalenie mieszków i wtórnie gruczołów. Możliwe, że występuje genetyczna predyspozycja do zachorowania.

## Objawy
W chorobie tej występują pojedyncze lub mnogie podskórne guzy, czasem znacznych rozmiarów, ulegające z czasem rozmiękaniu i przebiciu z wytworzeniem przetok i następnie blizn.

Lokalizacja guzów pokrywa się z rozmieszczeniem gruczołów apokrynowych w skórze człowieka. Najczęściej jest to skóra dołów pachowych, okolicy narządów płciowych, odbytu. U kobiet mogą być zajęte brodawki sutkowe.

## Leczenie
Leczenie polega na nacinaniu guzów, stosowaniu roztworów odkażających, miejscowym stosowaniu maści z ichtiolem, antybiotyków, bądź też doustnym stosowaniu retinoidów. W ciężkich przypadkach leczenie polega na operacyjnym wycięciu obszarów zmienionych chorobowo wraz z marginesem ok. 1,5 cm zdrowej tkanki.

## Znani pacjenci
Z artykułu Sama Shustera wynika, że Karol Marks cierpiał na tę chorobę, która powodując obniżenie samooceny, wstręt i wyobcowanie mogła wpływać na jego twórczość. Brytyjski dermatolog doszedł do takich wniosków po analizie korespondencji filozofa, w której opisywał swoje problemy zdrowotne. Marks w swoim liście do Fryderyka Engelsa z 22 czerwca 1867 roku posunął się nawet do stwierdzenia, że burżuazja popamięta jego wrzody do końca swoich dni.